# Оноківці
Оно́ківці — село в Ужгородському районі Закарпатської області, на річці Уж.
З архівних угорських джерел відомо, що в цій місцевості поселили Яноша Онока (Оноківського) з родиною. Він тут господарював і здійснював належну охорону шляху до Невицького замку. Відтак, після нього село дістало назву Оноківці. Основну частину населення складали словаки, але письмові справи велись угорською або латинською мовами. Населення займалось дрібними ремеслами, землеробством, скотарством.

## Герб
Щит із зеленою базою розтятий золотим і червоним. У першій частині лазурова хвилеподібна балка і нитяна червона багаторазово зламана балка. У другій частині виникає золота виноградна лоза з такими ж листками і гронами.

## Історія
Село засноване вихідцями з Доманинець (нині мікрорайон Ужгорода) в XIV ст. В письмових джерелах згадується під назвами «Feslewdamanua», «Feslewdamanya», Felso domonya». 
У XIV-XVII ст. Оноківці були власністю Другетів. У 1427 році селянські господарства були оподатковані від 32 порт. Наприкніці XVI ст. кількість залежних (які підлягали оподаткуванню) господарств значно зменшується. В 1599 році оподаткуванню підлягало лише 5 господарств, що володіли 3 портами. 
За рахунок новоприбулих переселенців на середину XVII ст. кількість мешканців села зросла. На той час у Оноківцях обліковувалось 10 домогосподарств, у тому числі 9 таких, що володіли цілим наділом і одне — желярське. Селяни-кріпаки крім ріллі обробляли панські виноградники. 
В XVIII ст. в Оноківцях проживало змішане словацько-руське населення. Ще в XVII ст. у селі було зведено костьол, який зберігся до наших днів. В 1946 році значна частина словацького населення покинула село і відповідно до радянсько-чехословацької міжурядової угоди переїхала до сусідньої країни.

## Політика

### Парламентські вибори, 2019
На позачергових парламентських виборах 2019 року у селі функціонувала окрема виборча дільниця № 210572, розташована у приміщенні клубу.
Результати
- зареєстровано 2137 виборців, явка 53,07%, найбільше голосів віддано за «Слугу народу» — 52,46%, за «Європейську Солідарність» — 9,58%, за «Голос» — 8,59%.[2] В одномандатному окрузі найбільше голосів отримав Олександр Пекарь (Слуга народу) — 30,48%, за Роберта Горвата (самовисування) — 24,02%, за Андрія Андріїва (самовисування) — 9,74%[3].

## Населення

### Мова
Розподіл населення за рідною мовою за даними перепису 2001 року:
| Мова            | Кількість | Відсоток |
| --------------- | --------- | -------- |
| українська      | 2067      | 94.51%   |
| російська       | 72        | 3.29%    |
| угорська        | 39        | 1.78%    |
| гагаузька       | 5         | 0.23%    |
| словацька       | 2         | 0.09%    |
| білоруська      | 1         | 0.05%    |
| інші/не вказали | 1         | 0.05%    |
| Усього          | 2187      | 100%     |

## Релігія
В 1727 році в селі Оноківці заснована римо-католицька парафія, яка об’єднувала багато сіл. А в 1761 році було споруджено і освячено новий мурований храм замість дерев’яного, а також фара та церковно-приходська школа. Все це зробилося коштом великоможного пана Русковці. В школі навчання проводилося угорською мовою, а з 1918 року по 1938 рік – словацькою. Паралельно з 1932 року починає діяти й українська школа. До 1939 р. уроки проходили в будинку Ковачів.

## Туристичні місця
- Біля села розташована ботанічна пам'ятка природи — «Сосна Чорна» (площа 3,2 га).
- храм XVII ст. 
- арборетум